# Darlanne Fluegel
Darlanne Fluegel, född 25 november 1953 i Wilkes-Barre i Pennsylvania, död 15 december 2017 i Orlando i Florida, var en amerikansk skådespelare och fotomodell.
Fluegel avled i sviterna av familjär Alzheimer (tidigt debuterande).

## Filmografi (urval)
- 1978 – Ögon
- 1980 – Kriget bortom stjärnorna
- 1984 – Once Upon a Time in America
- 1985 – Änglarnas stad - Los Angeles
- 1986–1987 – Brottets väg (TV-serie) (elva avsnitt)
- 1986 – Skjut inte på min kompis
- 1986 – Hårda grabbar
- 1989 – Lock Up
- 1992 – Jurtjyrkogården 2
- 1994 – Scanner Cop
- 1996 – Darkman III: Die Darkman Die